# Эрикссон, Карл-Эрик
Карл-Эрик Эрикссон (швед. Carl-Erik Mauritz Eriksson, 20 мая 1930, Энгельбрект, Стокгольм — 31 июля 2023, Stenhamra, Стокгольм, Швеция) — шведский бобслеист, пилот, выступавший за сборную Швеции в 1960-е — 1980-е годы. Участник шести зимних Олимпийских игр, лучший результат показал на Играх 1972 года в Саппоро, когда приехал шестым в программе двухместных экипажей.

## Биография
Карл-Эрик Эрикссон родился 20 мая 1930 года в Стокгольме, уже с юных лет увлёкся спортом, пошёл в лёгкую атлетику, а в начале 1960-х годов решил попробовать себя в бобслее. Так как в сборной Швеции на тот момент не было сильных бобслеистов, способных показывать хорошие результаты на крупнейших международных состязания, Эрикссона сразу же взяли в состав. С тех пор он представлял национальную команду на всех зимних Олимпийских играх с 1964 года по 1984-й, в общей сложности шесть раз. И хоть добраться до призовых мест ему ни разу не удалось, спортсмен почти всегда попадал в двадцатку сильнейших бобслеистов. Лучший результат показал на Играх 1972 года в Саппоро, когда финишировал шестым в программе двухместных экипажей. На церемонии открытия Олимпиады 1976 года в Инсбруке нёс знамя сборной Швеции.
Долгое время Карл-Эрик Эрикссон оставался единственным бобслеистом, которому удалось поучаствовать в Олимпийских играх шесть раз. Позже это достижение повторила титулованная итальянка Герда Вайсенштайнер, но она только два раза соревновалась в бобслее, тогда как оставшиеся четыре приходятся на санный спорт.